# (9889) 1995 FG1
A (9889) 1995 FG1 a Naprendszer kisbolygóövében található aszteroida. Ueda Szeidzsi és Kaneda Hirosi fedezte fel 1995. március 28-án.